# Alfred Schouppé
Alfred Schouppé (né le 13 décembre 1812 à Grabownica Starzeńska, et décédé le 7 avril 1899 à Krynica-Zdrój) est un peintre polonais, et l'un des fondateurs de la Société pour l'Encouragement des Beaux-Arts (Towarzystwo Zachęty Sztuk Pięknych) à Varsovie.

## Biographie
Il étudie à Cracovie, où il est l'élève de Jan Népomucène Głowacki et Józef Richter à Varsovie. En 1837, il obtient une bourse d'études et commence à étudier à l'Accademia di San Luca, puis revient à Varsovie dans les années 1840. Il fait plusieurs voyages à l'étranger, puis quitte Varsovie après avoir pris sa retraite en 1897. Presque chaque année, il se rend dans les montagnes des Tatras. ou il peint des paysages au style idéaliste. Il a également peint des tableaux religieux et a été illustrateur en compagnie de Juliusz Kossak,.

## Quelques œuvres

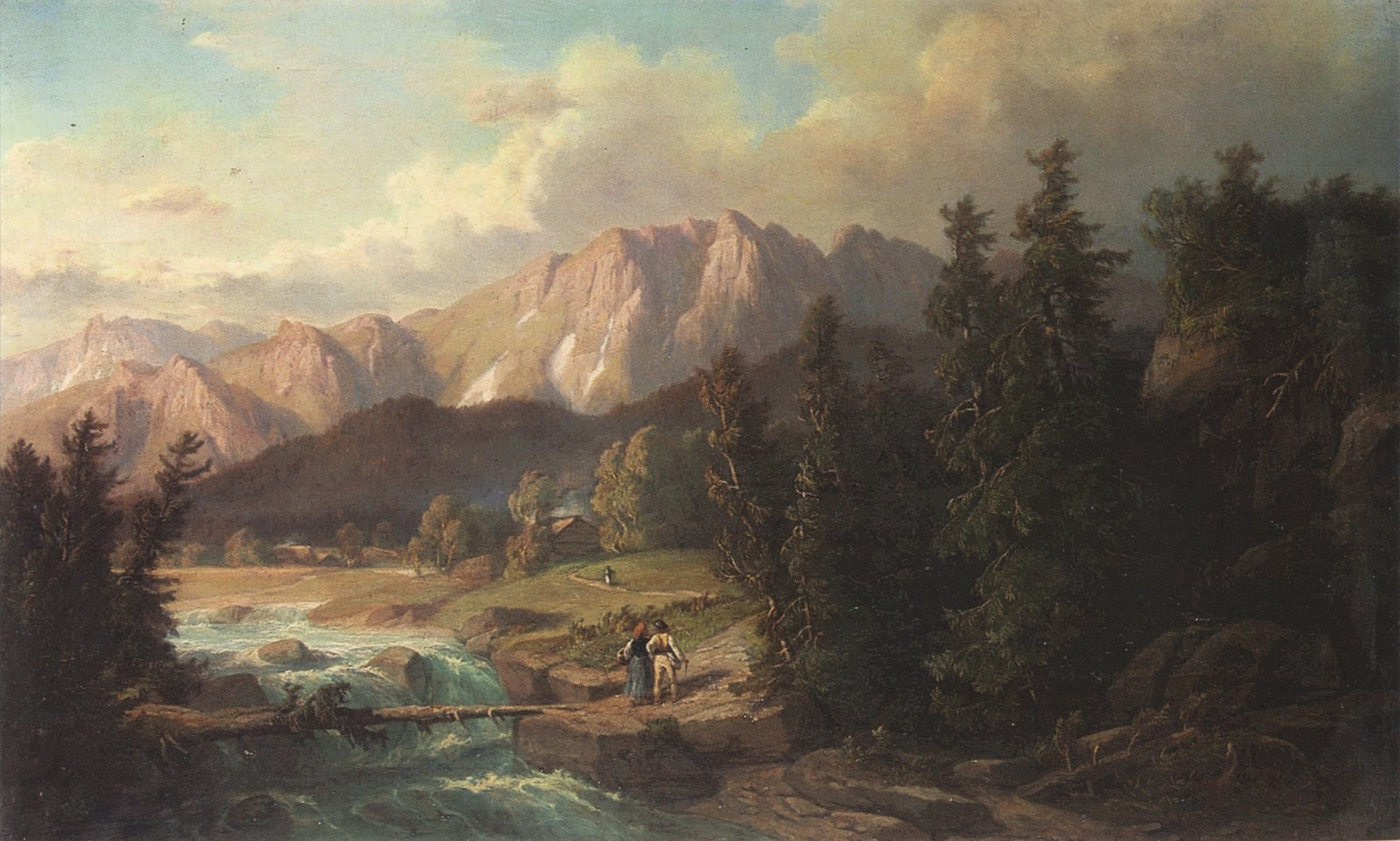
Vue sur les Tatras (1849)
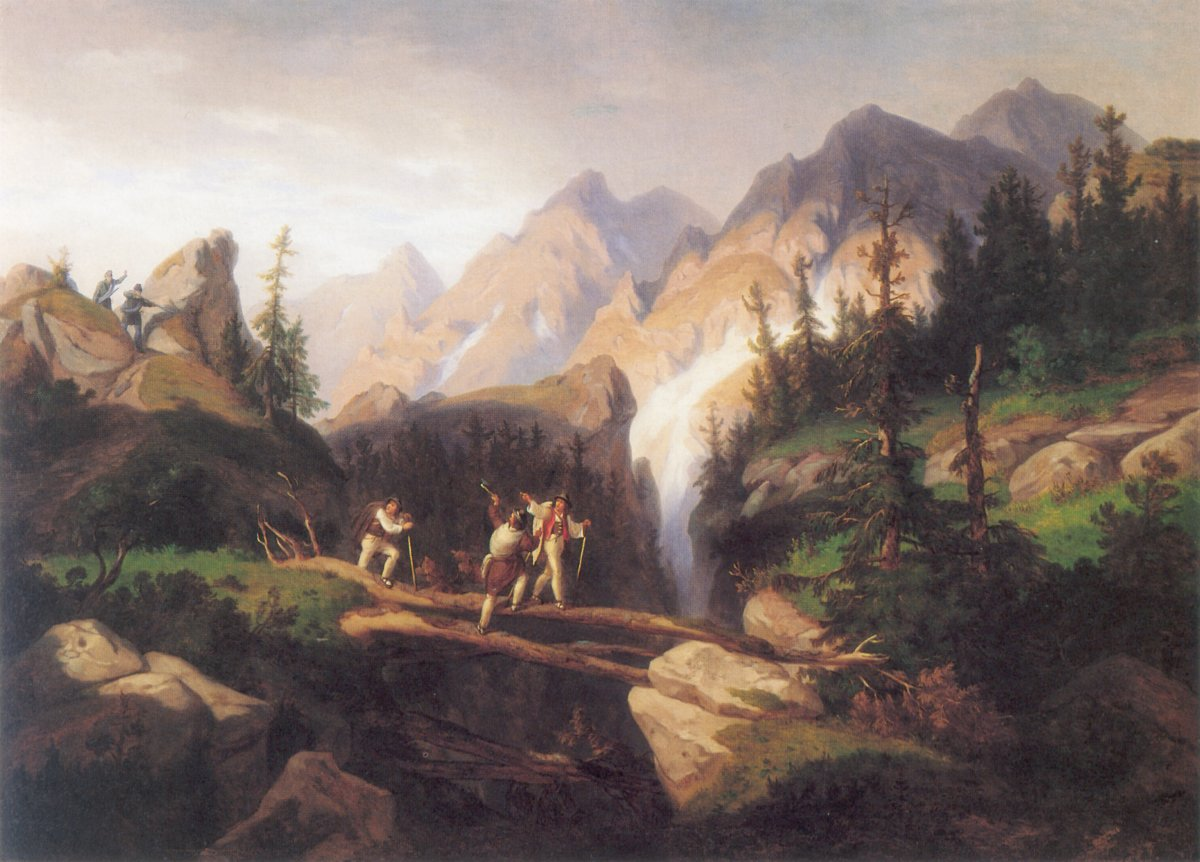
Contrebandiers (1870)
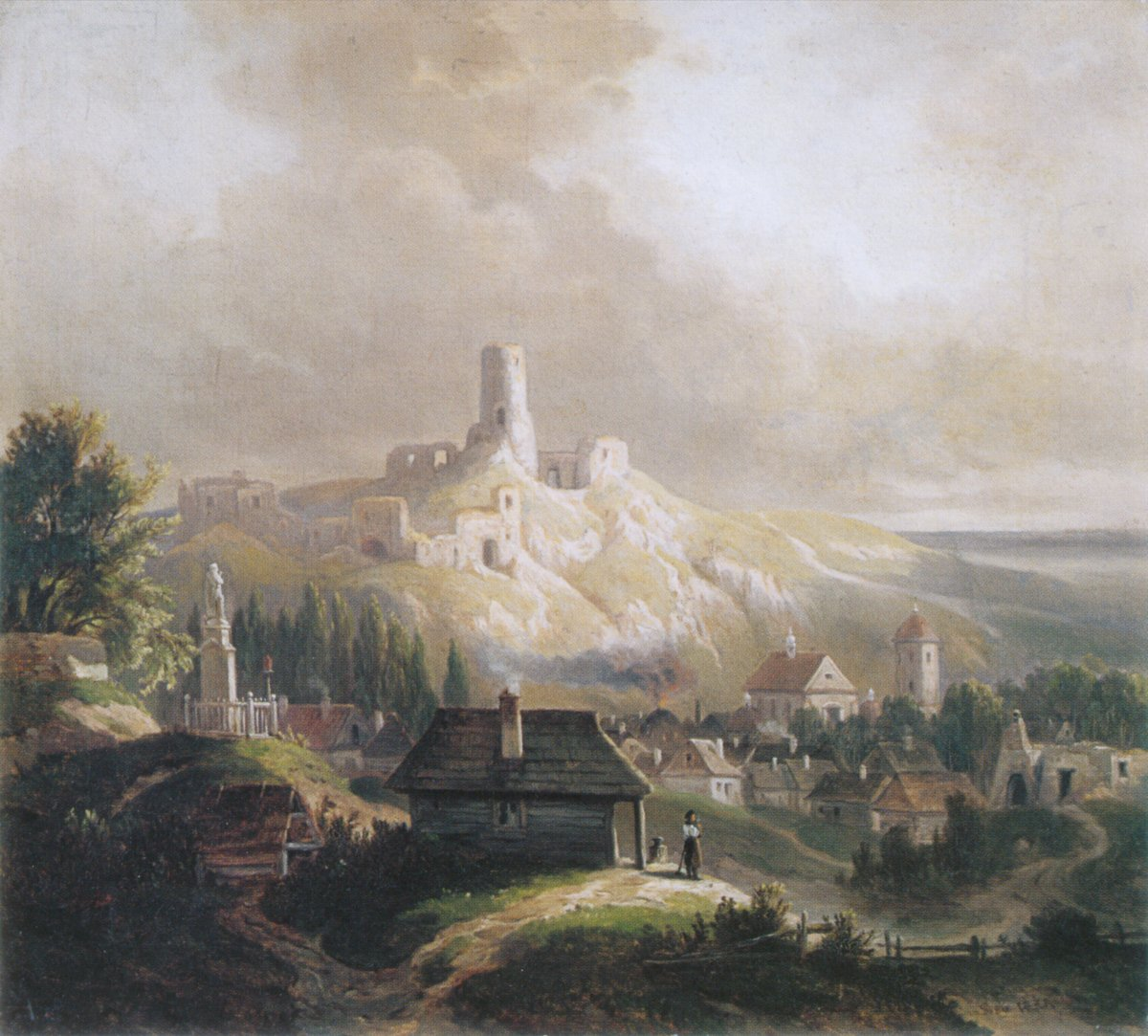
Vue d'Iłza (1880)